# توست هاواي
توست هاواي عبارة عن شطيرة مفتوحة تتكون من شريحة توست مع الهام،الجبنو كريز المارشينو في منتصف قطعة أناناس مشوية وذلك لكي تذوب الجبن.تم اختراع الطبق أو على الأقل قام بشهرة الطبق الطباخ الألماني كليمنس ويلمنرود.